# Festa junina
Festas juninas, festas dos santos populares ou celebração do meio do verão são uma celebração da estação do verão do hemisfério norte, geralmente realizada em uma data próxima ao solstício de verão. Tem raízes pagãs pré-cristãs na Europa.
O cristianismo designou 24 de junho como o dia da festa de São João Batista e a observância do Dia de São João começa na noite anterior, conhecida como Véspera de São João. Estes são comemorados por muitas denominações cristãs, como a Igreja Católica Romana, as Igrejas Luteranas e a Comunhão Anglicana, bem como pela Maçonaria. Na Suécia, o solstício de verão é uma festividade tão importante que houve propostas para tornar a véspera do solstício de verão o dia nacional da Suécia, em vez de 6 de junho. Na Finlândia, Estônia, Letônia e Lituânia, o festival de verão é feriado. Na Dinamarca e na Noruega, também pode ser chamado de Dia de São Hans.

## História

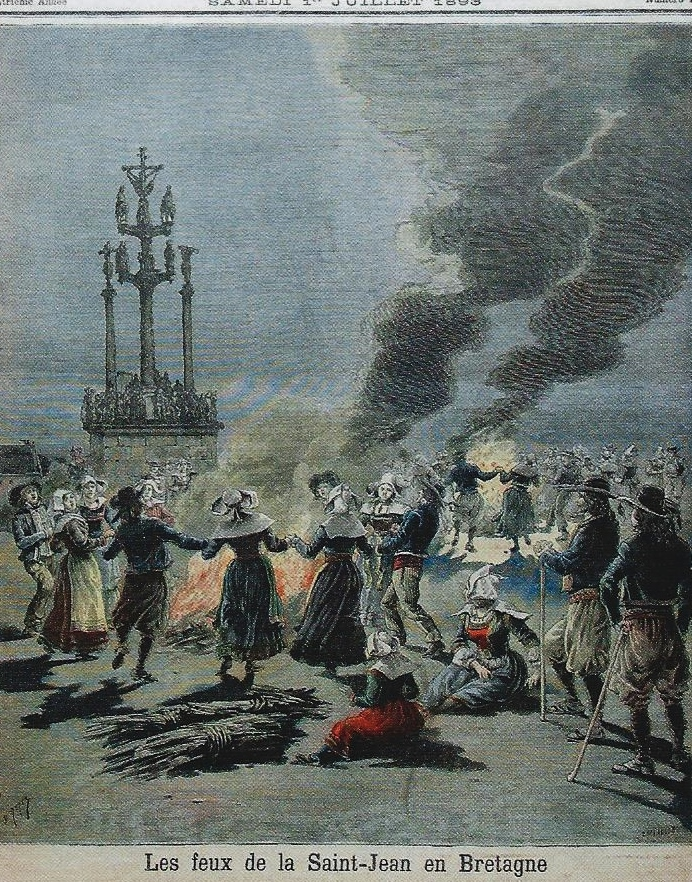
Fogueira do solstício de verão/dia de São João com festividades em frente a um santuário de calvário cristão na Bretanha, 1893

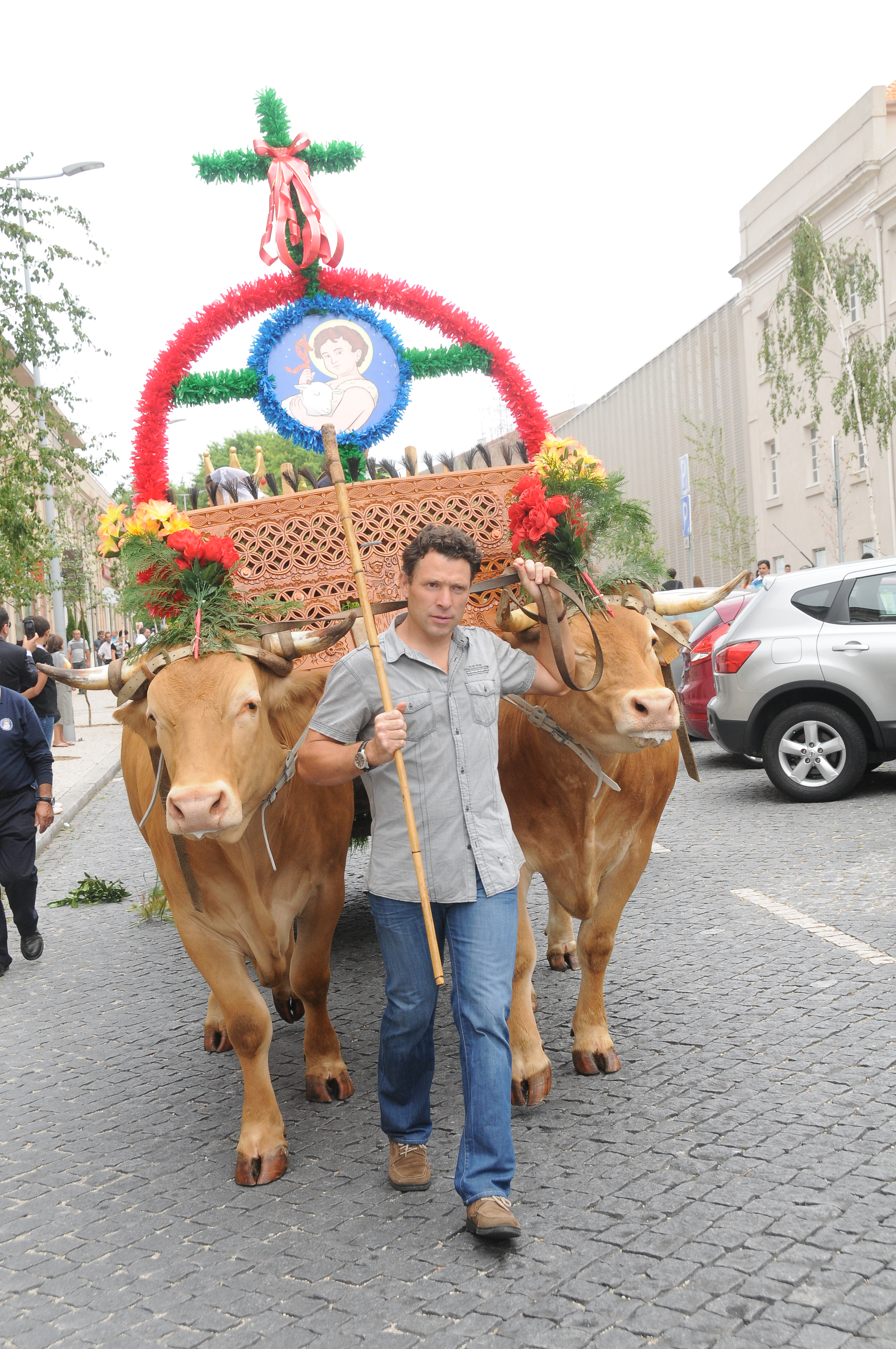
Em Braga, Portugal, o Dia de São João é comemorado com o desfile da Dança dos Pastores

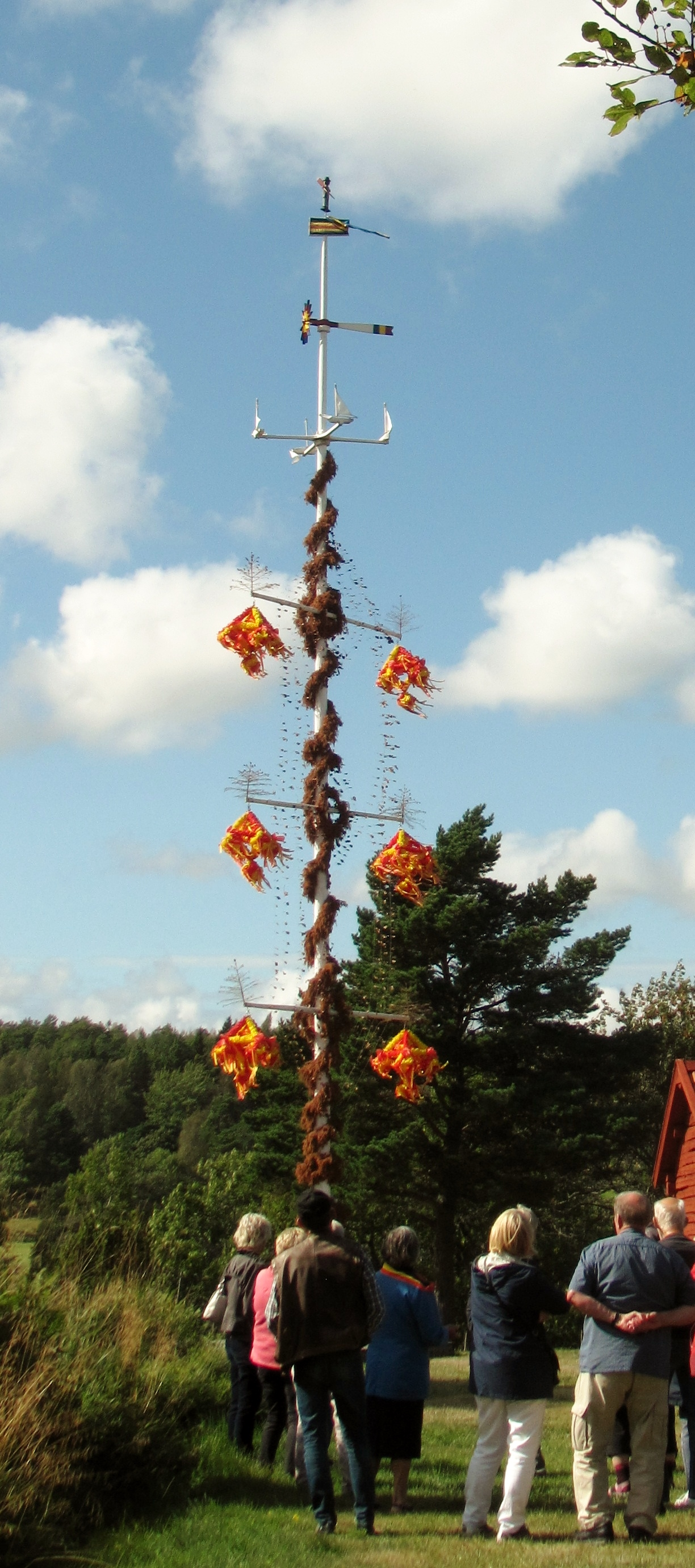
Um mastro no solstício de verão perto do Castelo Kastelholm em Sund, Åland

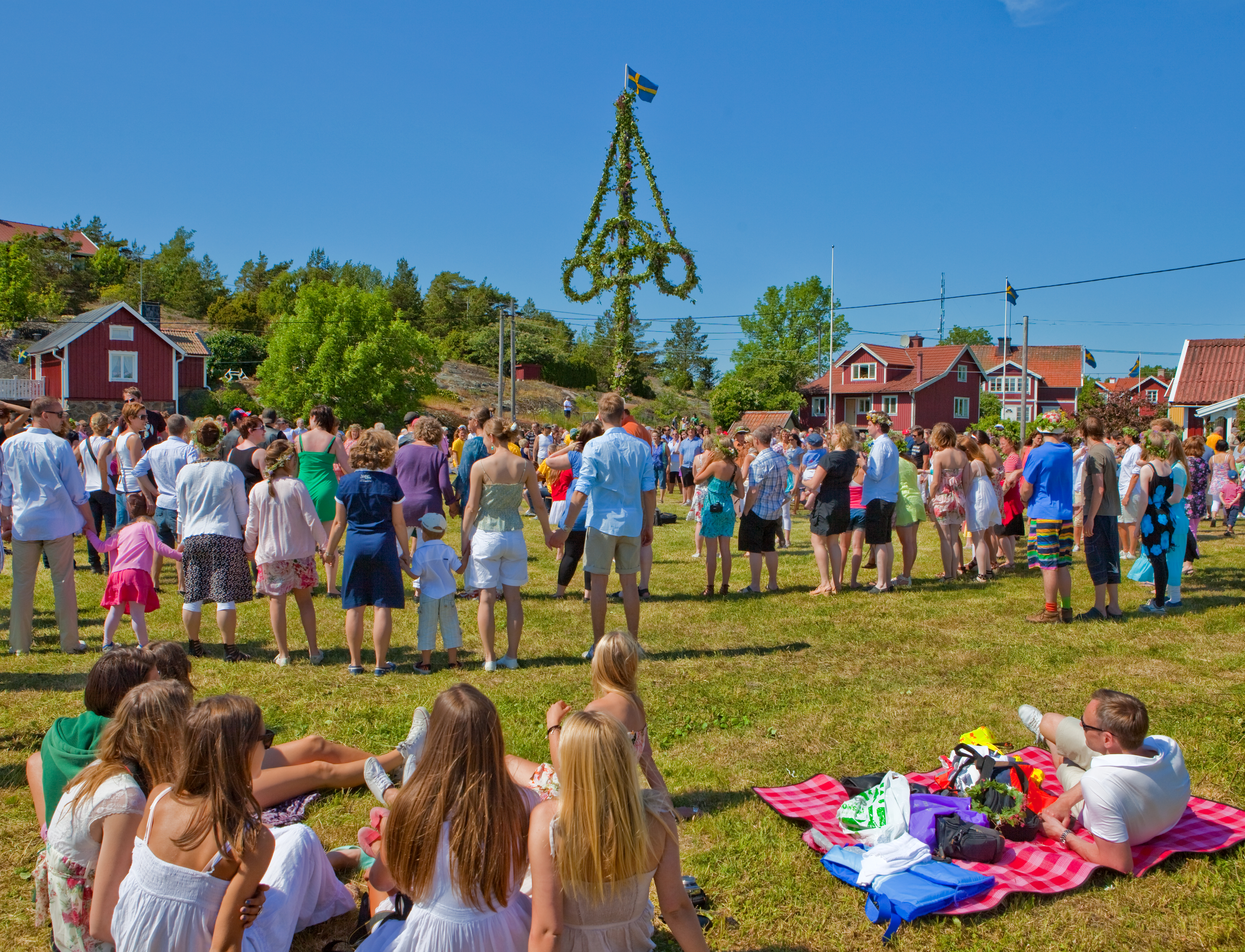
Suecos comemorando o solstício de verão, ilha Möja no arquipélago de Estocolmo

O Dia de São João, dia da festa de São João Batista, foi instituído pela Igreja Cristã indivisa no século IV d.C., em homenagem ao nascimento de São João Batista, que o Evangelho de Lucas registra como sendo seis meses antes de Jesus. Como as Igrejas Cristãs Ocidentais marcam o nascimento de Jesus em 25 de dezembro, Natal, a Festa de São João (Dia de São João) foi instituída no meio do verão, exatamente seis meses antes da festa anterior.

Por volta do século VI, esse ciclo solar foi concluído ao equilibrar a concepção e o nascimento de Cristo com a concepção e o nascimento de seu primo, João Batista. Tal relacionamento entre Cristo e seu primo foi amplamente justificado pelas imagens das escrituras. Batista foi concebido seis meses antes de Cristo (Lucas 1:76); ele mesmo não era a luz, mas deveria dar testemunho a respeito da luz (João 1:8–9). Assim, a concepção de João foi celebrada nas oitavas calendas de outubro (24 de setembro: próximo ao equinócio de outono) e seu nascimento nas oitavas calendas de julho (24 de junho: próximo ao solstício de verão). Se a concepção e o nascimento de Cristo ocorreram nos 'dias de crescimento', era apropriado que o de João Batista ocorresse nos 'dias de declínio' ('diebus decrescentibus'), pois o próprio Batista havia proclamado que 'que ele cresça e eu diminua' (João 3:30). No final do século VI, a Natividade de João Batista (24 de junho) tornou-se uma festa importante, contrabalançando no meio do verão a festa do Natal no meio do inverno.— Professor Éamonn Ó Carragáin, University College Cork
Dentro da teologia cristã, isso tem significado, pois João Batista "era entendido como aquele que prepararia o caminho para Jesus", com John 3:30:KJV afirmando "que ele cresça e eu diminua"; isso é simbolizado pelo fato de que "o sol começa a diminuir no solstício de verão e eventualmente aumenta no solstício de inverno".  Por volta do século VI, várias igrejas foram dedicadas em homenagem a São João Batista e uma vigília, Véspera de São João, foi acrescentada à festa de São João Batista e os padres cristãos celebraram três missas nas igrejas para a celebração.
Em Florença, as celebrações medievais do solstício de verão eram "uma ocasião para representações dramáticas da vida e da morte do Batista" e "o dia da festa era marcado por procissões, banquetes e peças de teatro, culminando em um espetáculo de fogos de artifício ao qual toda a cidade assistia". O historiador Ronald Hutton afirma que "o acendimento de fogueiras festivas na véspera de São João é registrado pela primeira vez como um costume popular por Jean Belethus, teólogo da Universidade de Paris, no início do século XII". Na Inglaterra, a referência mais antiga a esse costume ocorre no século XIII, no Liber Memorandum da igreja paroquial de Barnwell, no Vale do Nene, que afirmava que os jovens da paróquia se reuniam no dia para cantar canções e criar fogueiras. Um monge cristão da Abadia de Lilleshall, no mesmo século, escreveu: 

Na adoração de São João, os homens acordam à tarde e fazem três tipos de fogueiras: uma é de ossos limpos e sem madeira; outra é de madeira limpa e sem ossos; a terceira é feita de ossos e madeira e é chamado de Fogo de São João.

O monge do século XIII de Winchcomb, Gloucestershire, que compilou um livro de sermões para os dias de festa cristã, registrou como a véspera de São João era celebrada em sua época:
Falemos das festas que costumam ser feitas na véspera de São João, das quais existem três tipos. Na véspera de São João, em certas regiões, os meninos coletam ossos e outros tipos de lixo e os queimam, e a partir daí uma fumaça é produzida no ar.
As fogueiras de São João, explicou o monge de Winchcombe, eram para afastar os dragões, que estavam soltos na véspera de São João, envenenando nascentes e poços.
No dia de São João de 1333, Petrarca observou mulheres em Colônia lavando as mãos e os braços no Reno "para que as calamidades ameaçadoras do ano vindouro pudessem ser lavadas com o banho no rio". O mercador do século XV, Gregorio Dati, descreveu a celebração do dia de São João no solstício de verão na Itália como sendo aquela em que as guildas preparavam suas oficinas com belas exibições e uma em que aconteciam solenes procissões da igreja, com homens vestidos com os trajes. de santos e anjos cristãos.
No século XVI, o historiador John Stow, descreveu a celebração do solstício de verão:

os mais ricos também diante de suas portas perto das referidas fogueiras colocariam mesas nas vigílias providas de pão doce e boa bebida, e nos dias de festa com carnes e bebidas em abundância, nas quais eles convidariam seus vizinhos e passageiros também para sentar e se divertir com eles em grande familiaridade, louvando a Deus pelos benefícios concedidos a eles. Estas eram chamadas de fogueiras tanto de boa amizade entre vizinhos que, estando antes em controvérsia, estavam lá pelo trabalho de outros reconciliados, e fazia amargos inimigos, amigos amorosos, como também pelo nascimento que um grande chapéu de fogo para purgar a infecção do ar. Na vigília de São João Batista e São Pedro e Paulo, os Apóstolos, a porta de cada homem era sombreada com bétula verde, erva-doce longa, erva de São João, Orpin, lírios brancos e semelhantes, enfeitada com guirlandas de lindas flores, também tinha lâmpadas de vidro, com buril a óleo neles a noite toda, alguns ramos pendurados de ferro curiosamente trabalhados, contendo centenas de lâmpadas acesas ao mesmo tempo, que davam um bom espetáculo.
O dia de São João também é um dia popular para batismos infantis e, no século XIX, "batismos de crianças que morreram 'pagãs' eram encenados". Na Suécia, os jovens visitavam fontes sagradas como "uma lembrança de como João Batista batizou Cristo no rio Jordão". Além disso, historicamente, "era costume carregar tochas acesas na véspera do solstício de verão, como emblema de São João Batista, que era 'uma luz ardente e brilhante' e o preparador do caminho de Cristo".
As tradições, serviços religiosos e celebrações relacionadas ao solstício de verão/dia de São João são particularmente importantes no norte da Europa – Suécia, Dinamarca, Noruega, Finlândia, Estônia, Letônia e Lituânia – mas também são fortemente praticadas na Polônia, Rússia, Bielorrússia, Alemanha, Flandres, Irlanda, partes do Reino Unido (especialmente na Cornualha), França, Itália, Malta, Portugal, Espanha, Ucrânia, outras partes da Europa e outros lugares — como Canadá, Estados Unidos, Porto Rico e também no hemisfério sul (principalmente no Brasil, Argentina e Austrália). Na Estônia, Letônia, Lituânia e Quebec (Canadá), o tradicional solstício de verão, 24 de junho, é feriado. Assim era antigamente também na Suécia e na Finlândia, mas nesses países o feriado foi, na década de 1950, transferido para a sexta e o sábado entre 19 e 26 de junho, respectivamente.
É possível que a Igreja Cristã tenha adaptado um festival pré-cristão celebrando o solstício em um feriado cristão.

## Por país

### Alemanha

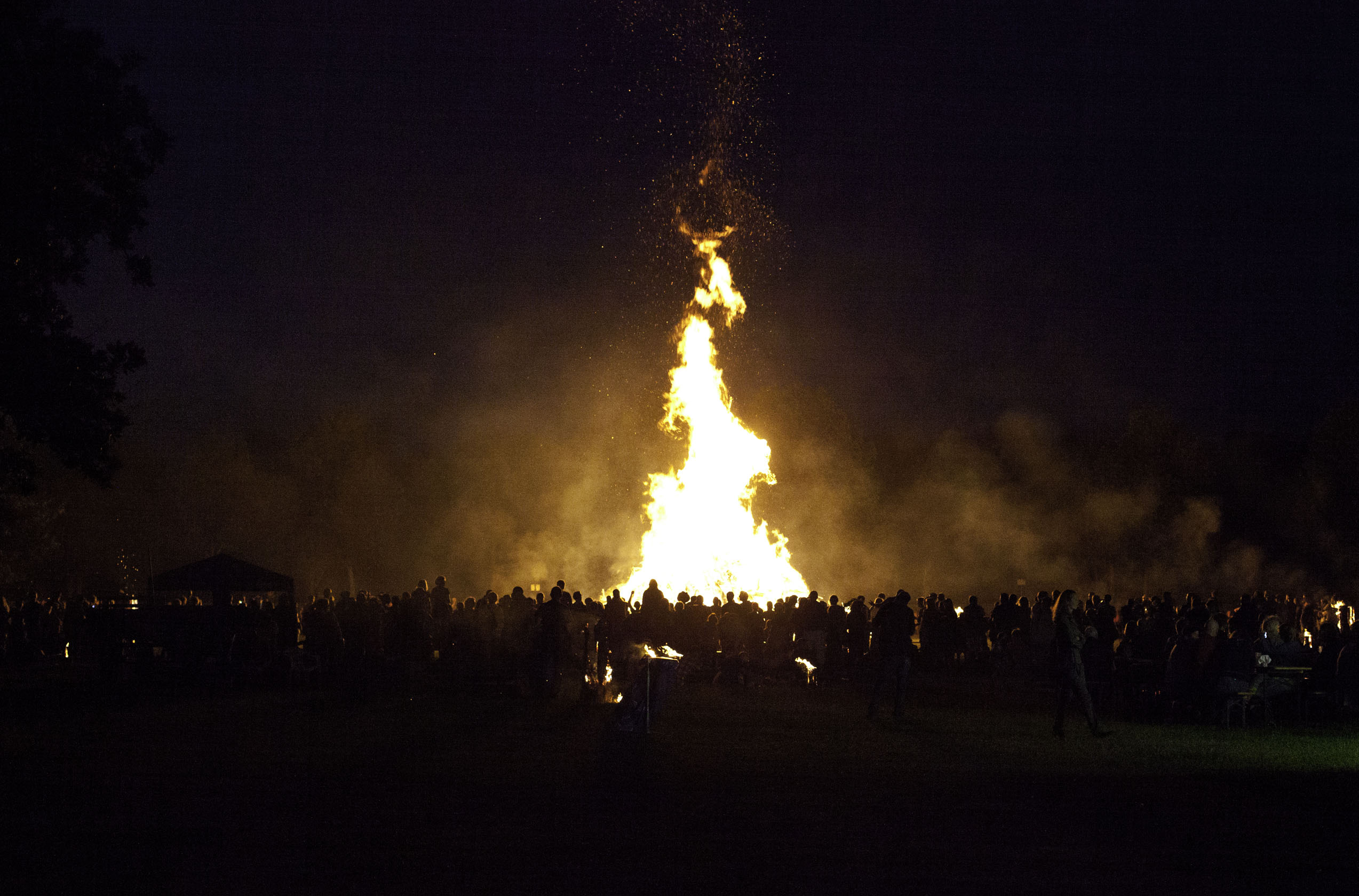
Fogueira em Freiburg im Breisgau

O dia do solstício de verão é chamado Sommersonnenwende em alemão. Em 20 de junho de 1653 o conselho da cidade de Nuremberga emitiu a seguinte ordem: "No dia de São João em cada ano no país, bem como em cidades e vilas, jovens pegam dinheiro e madeira para criar o chamado sonnenwendt ou fogo zimmet e dançam sobre o referido fogo, saltando sobre o mesmo, com a queima de ervas diversas e flores… Portanto, o Conselho da Cidade de Nuremberga não pode nem deve deixar de acabar com toda esse paganismo, superstição imprópria e perigo de incêndio no próximo dia de São João".

### Brasil

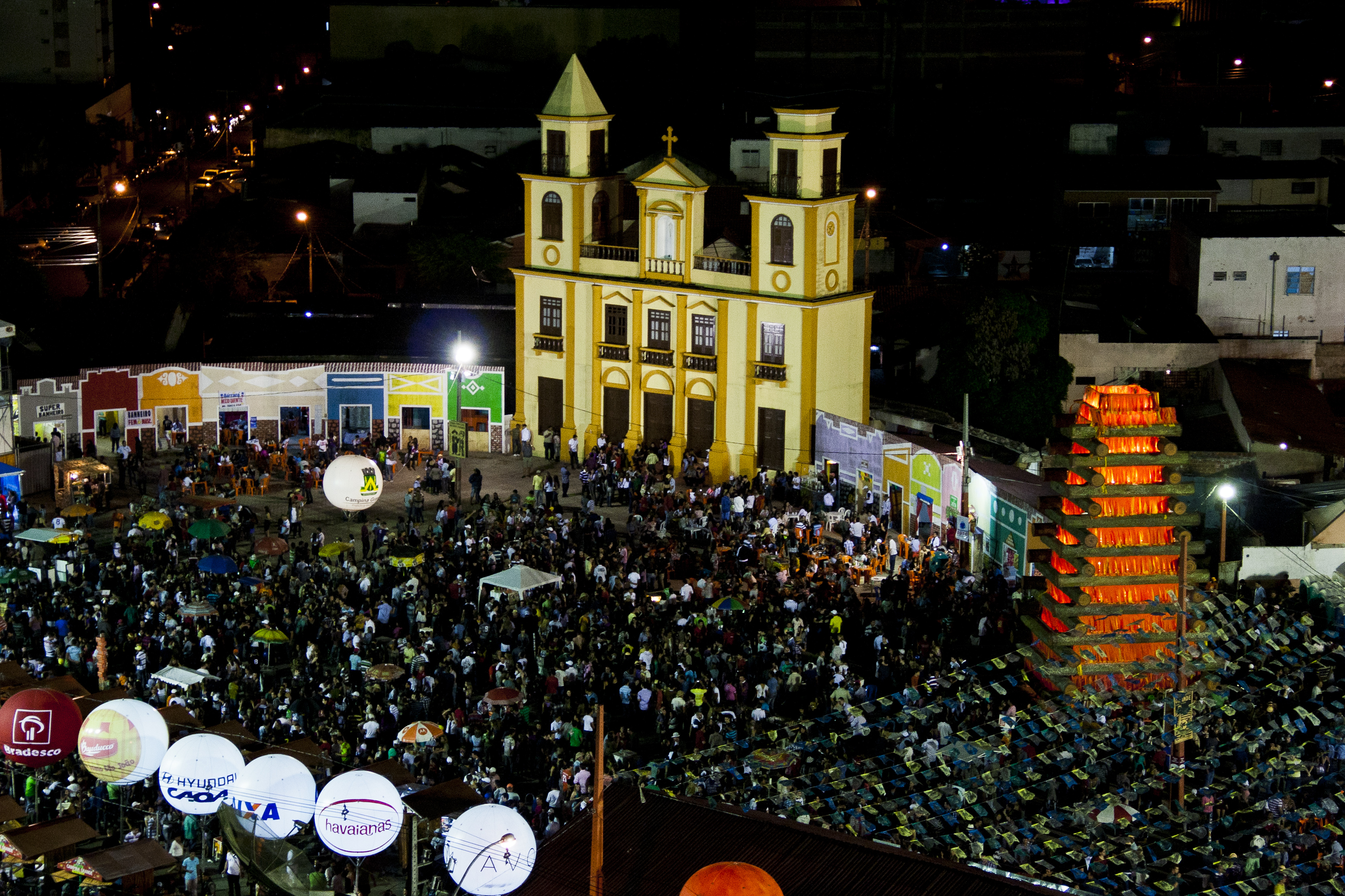
Cidade cenográfica da Festa de São João de Campina Grande, em Campina Grande, na Paraíba.

Festas juninas no Brasil, também conhecidas como festas de São João por celebrarem a natividade de São João Batista (24 de junho), são as comemorações anuais brasileiras adaptado do solstício de verão europeu que ocorre no meio do inverno do hemisfério sul. Estas festividades, introduzidas pelos portugueses durante o período colonial (1500-1822), são celebradas durante o mês de junho em todo o país. A festa é celebrada principalmente nas vésperas das solenidades católicas de Santo Antônio, São João Batista, São Pedro e São Paulo.
No interior do estado de São Paulo, as festas juninas estão diretamente ligadas à cultura caipira, sendo quase sempre vinculadas às músicas típicas e à culinaria regional, a qual varia conforme o local, mas normalmente incluem itens derivados do milho, tais como curau, pamonha, pipoca  e também cuscuz, paçocas, pastéis, bolinhos e diversas outras iguarias doces e salgadas.

### Dinamarca

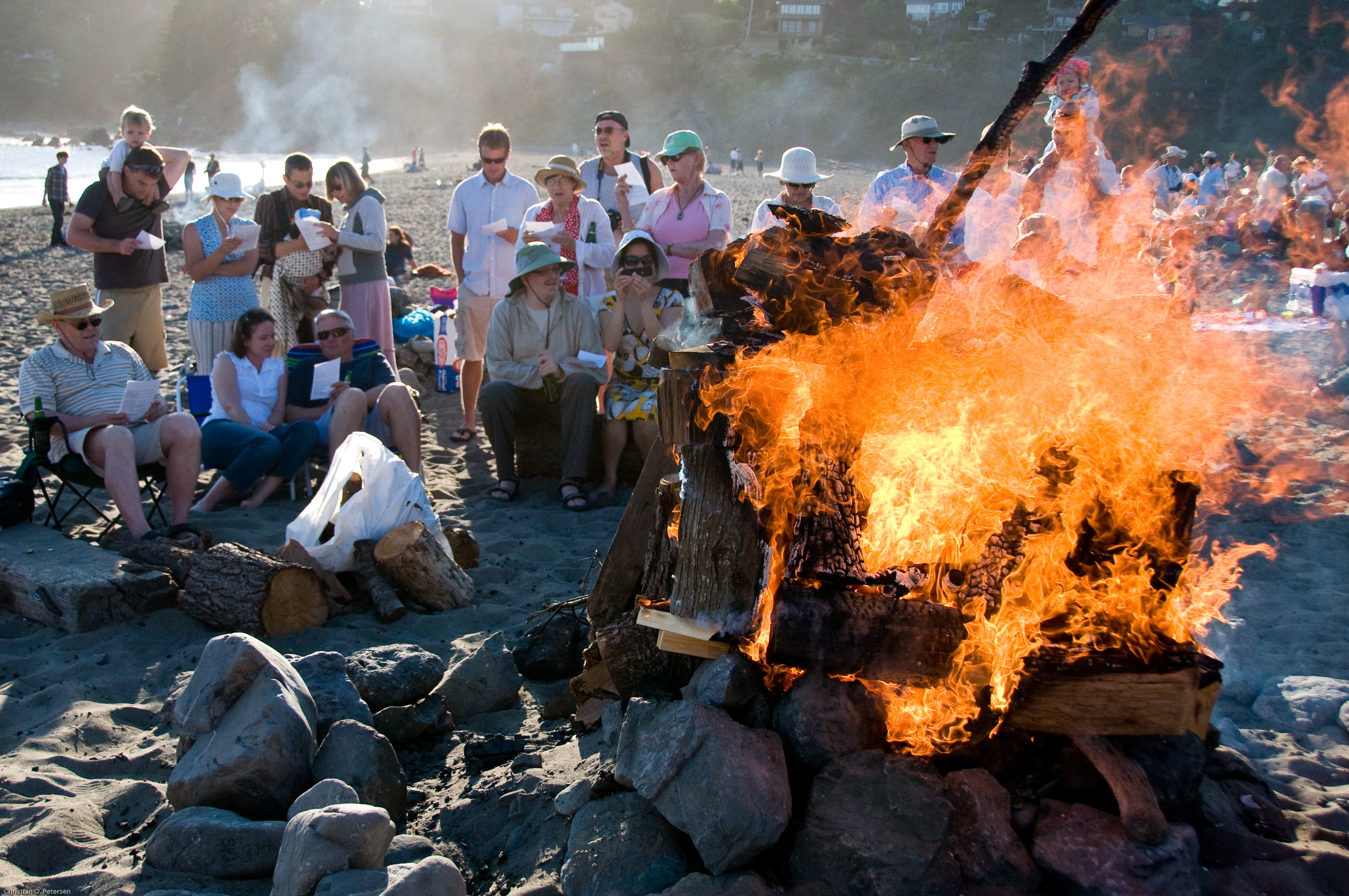
Dinamarqueses celebrando o midsummer com uma fogueira na praia

Na Dinamarca, a celebração solsticial é chamada de sankthans ou sankthansaften ("véspera de São João"). Foi um feriado oficial até 1770 e, de acordo com a tradição dinamarquesa de comemorar um feriado na noite anterior do dia real, é celebrado na noite de 23 de Junho. É o dia em que os homens e mulheres sábias medievais (os médicos da época) reuniam ervas especiais que precisavam durante o resto do ano para curar as pessoas.[carece de fontes?]
A data é comemorada desde os tempos dos viquingues, quando eles faziam grandes fogueiras para afastar os maus espíritos. Hoje, fogueiras na praia, piqueniques e músicas são tradicionais, embora fogueiras sejam construídas em muitos outros lugares. Na década de 1920, uma tradição de colocar uma bruxa feita de palha e tecido sobre a fogueira surgiu como uma lembrança da caça às bruxas entre 1540 a 1693. Essa queima enviaria a "bruxa" para Bloksbjerg, a montanha Brocken na região de Harz da Alemanha. Alguns dinamarqueses consideram a relativamente nova queima simbólica da bruxa como imprópria.

### Finlândia

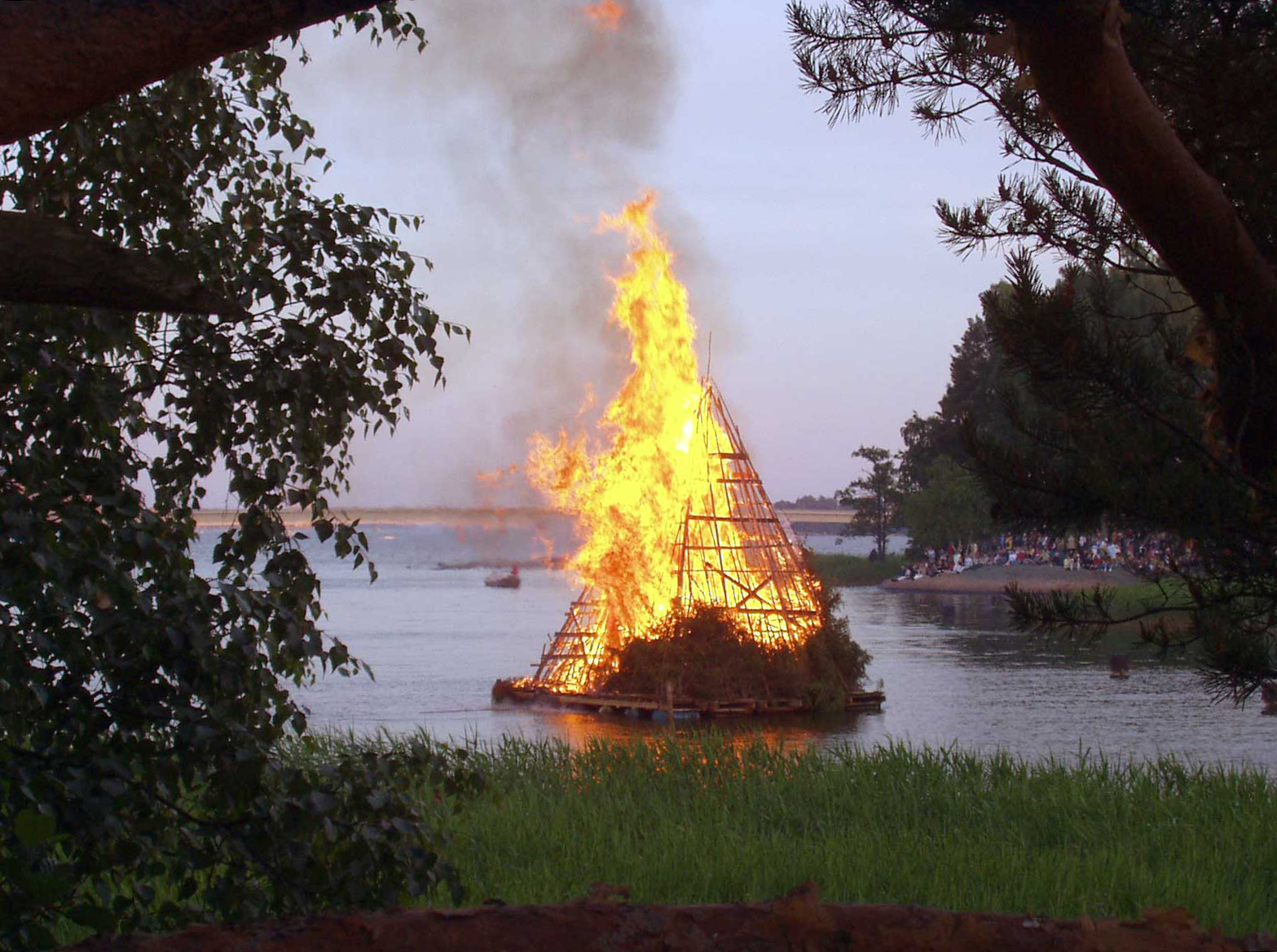
Fogueira em Helsinque. Fogueiras são bastantes populares no dia de São João (Juhannus) no campo ao redor das cidades em festejos.

Antes de 1316, o solstício de verão era chamado de Ukon juhla ("celebração de Ukko") na Finlândia, pelo deus finlandês Ukko. Após as celebrações serem cristianizadas, o feriado se tornou conhecido como Juhannus por conta de João Batista (finlandês: Johannes Kastaja).
Na celebração do midsummer finlandês, fogueiras (kokko) são muito comuns e são queimados nas margens de lagos e do mar. Muitas vezes, ramos de árvores de vidoeiro (koivu) são colocados em ambos os lados da porta da frente das casas para receber os visitantes. Os finlandeses muitas vezes celebram erigindo um mastro (midsommarstång).
Na religiosidade popular, o midsummer é uma noite muito potente para muitos pequenos rituais, principalmente para jovens donzelas que procuram pretendentes e fertilidade. Acredita-se que o fogo-fátuo apareça com mais frequência na noite da celebração para indicar um tesouro. Nos velhos tempos, donzelas usavam encantos especiais e curvavam-se em um poço, nuas, para verem o reflexo de seu futuro marido. Em outra tradição que continua ainda hoje, uma mulher solteira recolhe sete flores diferentes e coloca-as sob o seu travesseiro para sonhar com seu futuro marido.
Uma característica importante do solstício de verão na Finlândia é a noite branca e o sol da meia-noite. Como o território do país está localizado em torno do círculo polar ártico, as noites perto do dia da celebração são curtas ou inexistentes. Isto dá um grande contraste com a escuridão do inverno. A temperatura pode variar entre 0 °C e 30 °C, com uma média de cerca de 20 °C no sul. Muitos finlandeses deixam as cidades no feriado e passam o tempo no campo. Hoje em dia muitos passam todas as suas férias em uma casa de campo. Os rituais incluem fogueiras, churrascos, uma sauna e passar o tempo junto de amigos e familiares.

### França

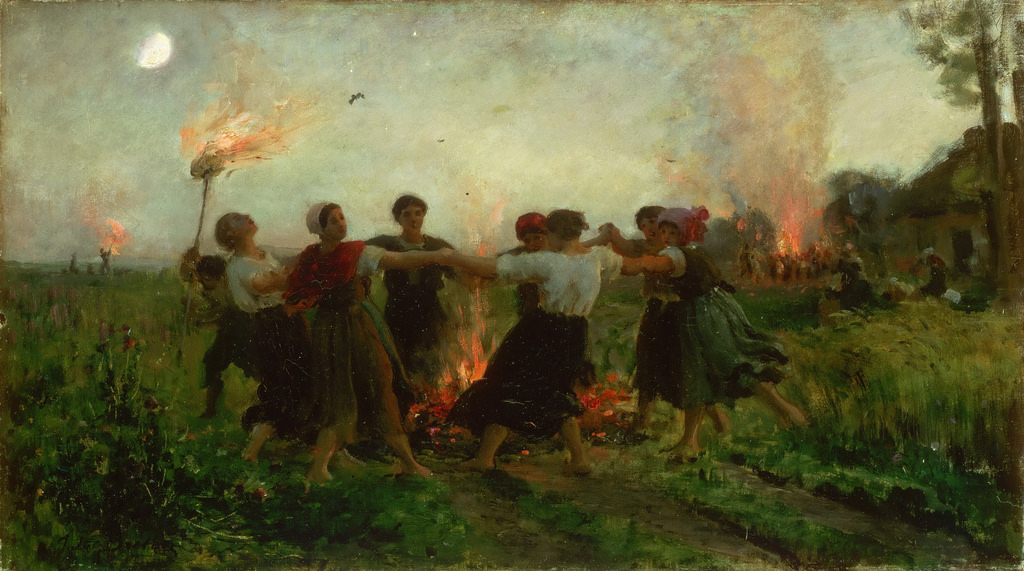
Festa de São João, por Jules Breton (1875).

A Fête de la Saint-Jean (Festa de São João), tal como no Brasil e em Portugal, é comemorada em 24 de junho e tem, como maior característica, a fogueira. Em certos municípios franceses, uma alta fogueira é erigida pelos habitantes homenageando São João Batista. Trata-se de uma festa católica, embora ainda sejam mantidas certas tradições pagãs que a originaram. Na região de Vosges, a fogueira é chamada chavande.[carece de fontes?]

### Noruega

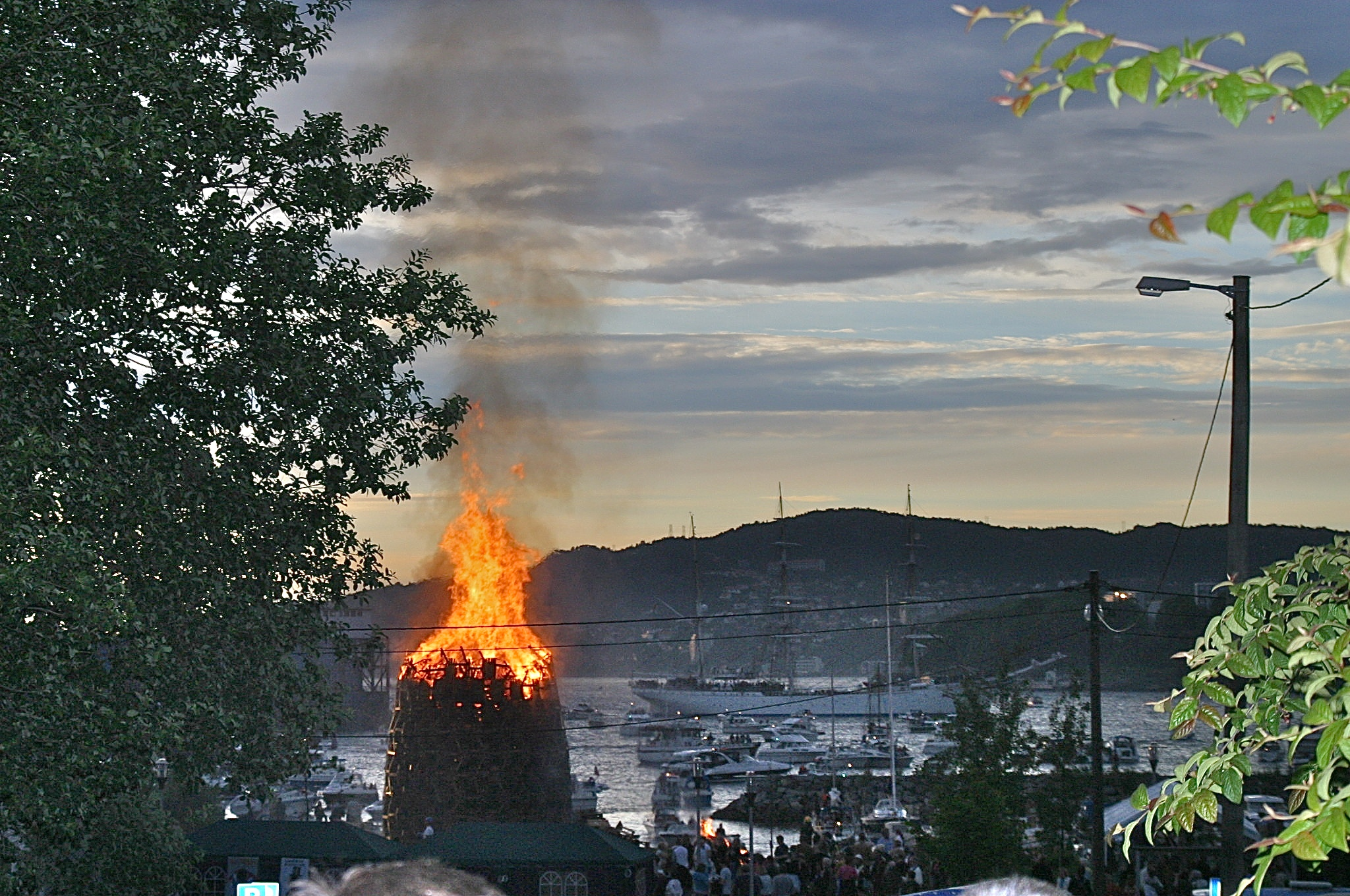
Fogueira em Bergen, Noruega

Como na Dinamarca, o Sankthansaften é comemorado em 23 de junho na Noruega. O dia também é chamado de Jonsok, que significa "despertar de João", importante em tempos católicos romanos com peregrinações a igrejas e fontes sagradas. Por exemplo, até 1840, havia uma peregrinação à Igreja do Stave Røldal em Røldal (sudoeste da Noruega), cujo crucifixo teria poderes curativos. Hoje, no entanto, o Sankthansaften é amplamente considerado como um evento secular ou mesmo pré-cristão. Na maioria dos lugares, o evento principal é a queima de uma grande fogueira. No oeste da Noruega, um costume de arranjar casamentos simulados, tanto entre adultos como entre crianças, ainda é mantido vivo.

### Polônia
As tradições juninas da Polônia estão associadas principalmente às regiões da Pomerânia e da Casúbia, e a festa é comemorada em 23 de junho, chamada localmente 'Noc Świętojańska" (Noite de São João). A festa dura o dia todo, começando às 8h da manhã e varando a madrugada. De maneira análoga à festa brasileira, uma das características mais marcantes é o uso de fantasias; no entanto, não de trajes camponeses como no Brasil, mas de vestimentas de piratas. Acendem-se fogueiras para marcar a celebração. Em algumas das grandes cidades polonesas tais como Varsóvia e Cracóvia, essa festa faz parte do calendário oficial da cidade.[carece de fontes?]

### Portugal

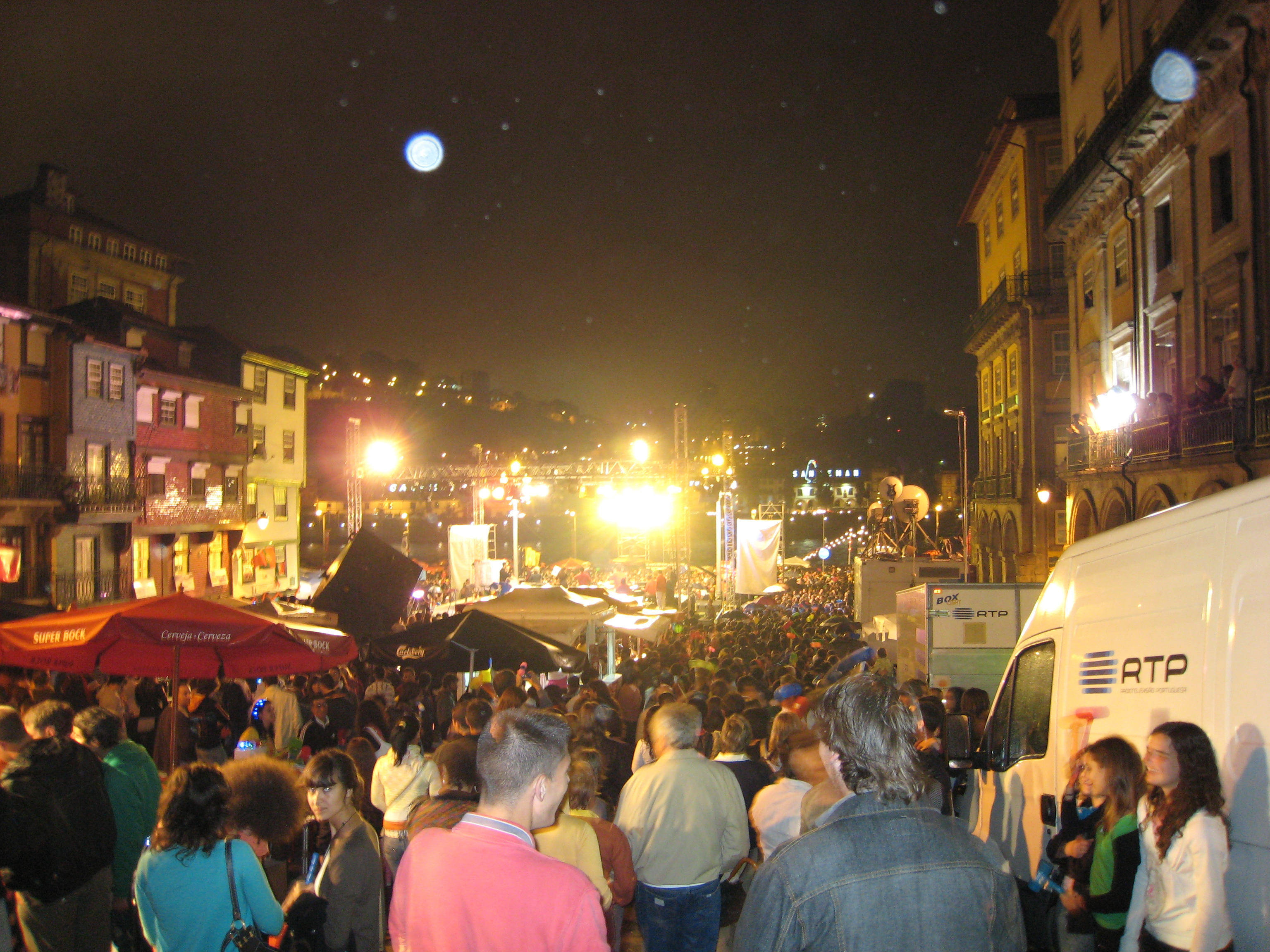
Véspera de São João no Porto, Portugal

Em Portugal, estas festividades, genericamente conhecidas pelo nome de "Festas dos Santos Populares", correspondem a diferentes feriados municipais. Nas cidades do Porto e de Braga, o São João é festejado, sendo que a festa é, à semelhança do que acontece no Nordeste do Brasil, entregue às pessoas que passam o dia e a noite nas ruas das cidades, que são autênticos arraiais urbanos.[carece de fontes?]
Em Lisboa é festejado o Santo António a 13 de Junho, sendo realizadas as marchas populares representando vários bairros da cidade, que desfilam pela Avenida da Liberdade, com centenas de figurantes, música, trajes e decorações coloridas e muito público. Os arraiais são feitos nos próprios bairros, com destaque para Alfama, mas também a Graça, Bica, Mouraria ou Madragoa, sendo tradição comer-se o caldo verde e sardinha assada. Canta-se o fado e outras músicas tradicionais e dança-se até de madrugada. Outro momento grande é a procissão de Santo António, que sai da Igreja de Santo António de Lisboa, situada em Alfama, junto à Sé de Lisboa, no local do seu nascimento, cerca de 1193.; 
Festas de São João são ainda celebradas em alguns países europeus católicos, protestantes e ortodoxos (França, Irlanda, os países nórdicos e do Leste europeu). As fogueiras de São João e a celebração de casamentos reais ou encenados (como o casamento fictício no baile da quadrilha nordestina e na tradição portuguesa) são costumes ainda hoje praticados em festas de São João europeias. É ainda costume a realização de fogueiras onde o combustível é o rosmaninho.[carece de fontes?]

### Rússia/Ucrânia/Bielorrússia

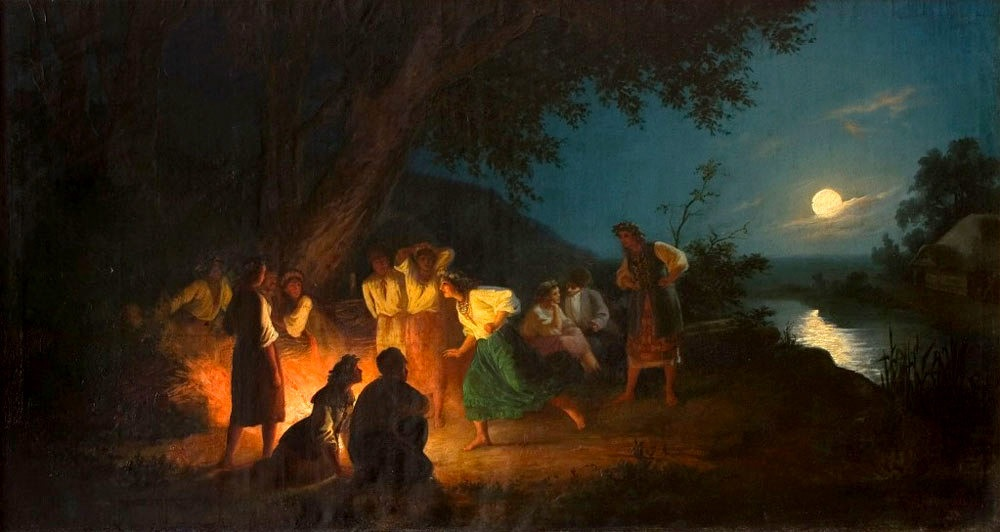
Noite da Véspera de Ivan Kupala, por Henryk Hector Siemiradzki

A festa de Ivan Kupala (João Batista) é conhecida como a mais importante de todas as festas dos povos eslavos orientais de origem pagã, e vai desde 23 de junho até 6 de julho. Há a lenda de que na noite de Ivan Kupala, aparece a flor da samambaia e quem a encontrar será rico e feliz para sempre (essa flor não existe). É um rito de celebração pelo verão, que foi absorvido pela Igreja Ortodoxa. Muitos dos rituais das festas juninas eslavas estão relacionados com o fogo, a água, a fertilidade e a auto-purificação. As moças, por exemplo, colocam guirlandas de flores na água dos rios para ter sorte. É bastante comum também a brincadeira de saltar por cima das fogueiras. As festas juninas eslavas inspiraram o compositor Modest Mussorgsky a compor sua famosa obra "Noite no Monte Calvo".

### Suécia

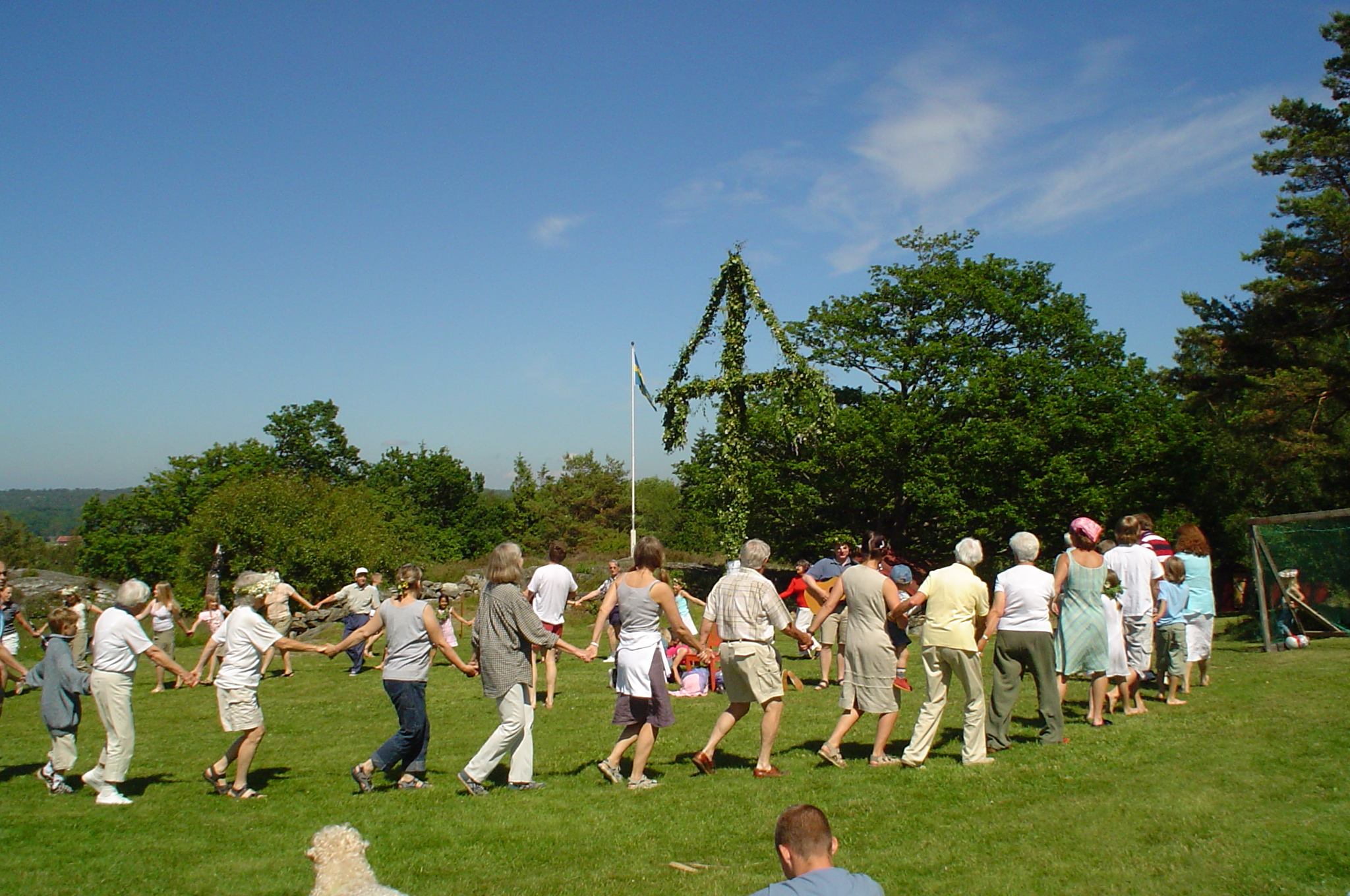
Celebração do solstício de verão em Årsnäs, na Suécia

As festas juninas da Suécia (Midsommarafton) são as mais famosas do mundo. São consideradas a festa nacional sueca por excelência, comemorada ainda mais assiduamente do que o Natal. Realizam-se entre 20 e 26 de junho, sendo a sexta-feira o dia mais tradicional. Uma de suas características mais tradicionais é as danças em círculo ao redor do majstången (mastro de maio) , um mastro colocado no centro da aldeia. Quando o mastro é erigido, são atiradas flores e folhas. Tanto o majstången quanto o mastro de São João brasileiro se originaram do "mastro de maio" dos povos germânicos.
Durante a festa, cantam-se vários cânticos tradicionais da época e as pessoas se vestem num estilo rural, tal como no Brasil. Por acontecer no início do verão, são comuns as mesas cheias de alimentos típicos da época, tais como morangos e batatas. Também são tradicionais as simpatias, sendo a mais famosa a das moças que constroem buquês de sete ou nove flores de espécies diferentes e os colocam sob o travesseiro na esperança de sonhar com o futuro marido. No passado, acreditava-se que as ervas colhidas durante esta festa seriam altamente poderosas, e a água das fontes daria boa saúde. Também nessa época, decoram-se as casas com arranjos de folhas e flores, para trazer boa sorte, segundo a superstição. Durante esse feriado, as grandes cidades suecas tais como Estocolmo e Gotemburgo ficam semidesertas, pois as pessoas viajam para suas casas de veraneio para realizar as festas. Os acidentes com balões são muito frequentes.[carece de fontes?]